# Impresszionista zene
Az impresszionista zene egy, a 20. század elején jelen lévő klasszikus zenei stílusirányzatot jelöl.

## Története, jellemzői
A stílussal elsősorban Claude Debussy (1862–1918) francia zeneszerző nevét szokták összefüggésbe hozni. Debussy a romantika szubjektív és kolorisztikus elemeinek további fokozására tett kísérletet. A pillanat elröppenő hangulatát próbálta rögzíteni. Formai szerkesztés helyett dallamtöredékek és újszerű akkordok laza szövedékével mondott el differenciált esztétikai tartalmakat. A választékos, gall ízléssel előadott zenekari és zongoradarabok a francia zene gyöngyszemeinek tekinthetőek. Technikáját Maurice Ravel (1875–1937) fejlesztette tovább, de a stílushoz köthető Florent Schmitt (1870–1958), Jean Roger-Ducasse (1873–1954), Manuel de Falla (1876–1946), Ottorino Respighi (1879–1936), Charles Tomlinson Griffes (1884–1920) és Eugene Aynsley Goossens (1893–1962) munkássága is.

## Kapcsolódó szócikk
- Zenetörténet